# Paul Kessel
Paul Kessel, född 18 augusti 1948, är en brittisk skådespelare och sångare bosatt i Uppsala, Sverige. Han är far till Dany Kessel och Sam Kessel.
Kessel utgör tillsammans med John Fiske humorparet Kesselofski och Fiske. Kessel är sedan juni 2004 teaterchef och konstnärlig ledare för Reginateatern. Han har ett förflutet i den brittiska gruppen Belt & Braces Roadshow Band.

## Filmografi
- 1986 – Amorosa
- 1990 – Gränslots
- 1991 – Den ofrivillige golfaren